# Kolonia Wisznice
Kolonia Wisznice [pronunciación en polaco: /kɔˈlɔɲa vʲiʂˈɲlo͡sɛ/] es un pueblo ubicado en el distrito administrativo de Gmina Wisznice, dentro del Distrito de Biała Podlaska, Voivodato de Lublin, en Polonia oriental. Se encuentra aproximadamente a 3 kilómetros al noreste de Wisznice, a 28 km (17 mi) al sur de Białun Podlaska, y a 77 kilómetros al noreste de la capital regional Lublin.
El pueblo tiene una población de 270 habitantes.